# Pedro Rodríguez Alfaro
Pedro Rodríguez Alfaro (Burdeos, Francia, 29 de julio de 1964) es un exfutbolista español que jugaba de portero.

## Clubes
| Club                       | País   | Año       |
| -------------------------- | ------ | --------- |
| C. D. Ensidesa             | España | 1981-1983 |
| Real Sporting de Gijón     | España | 1983-1985 |
| Sporting de Gijón Atlético | España | 1985-1986 |
| Real Sporting de Gijón     | España | 1986-1990 |
| Xerez C. D.                | España | 1990-1991 |
| S. D. Compostela           | España | 1992-1993 |
| S. D. Ponferradina         | España | 1993-1994 |